# Коли втомлюся я життям щоденним…
«Коли втомлюся я життям щоденним…» — вірш Лесі Українки.
Вперше надруковано у збірці «На крилах пісень», 1893, стор. 14 — 15. Автограф — ІЛІШ, ф. 2, № 11, стор. 26 — 29. Між автографом і першодруком — ряд суттєвих різночитань. До київського видання збірки «На крилах пісень» 1904 р. Леся Українка твір не включила.
Літературознавці називають цей вірш єдиним у Лесі Українки описом оптимістичного вільного світу, яким керує істина. На думку Бориса Шалагінова, вірш перегукується та полемізує з сонетом 66 Вільяма Шекспіра.